# Бьелланн, Андреас
Андреас Бьелланн (дат. Andreas Bjelland; род. 11 июля 1988, Видбек, Копенгаген) — датский футболист, защитник клуба «Люнгбю». Выступал за сборную Дании.

## Клубная карьера
Андреас Бьелланн родился в семье норвежского отца и датской матери. В юности он играл за клуб БСВ, до перехода в молодёжное отделение «Люнгбю Болдклаб» в ноябре 2001 года. 20 сентября 2006 года Бьлланн официально дебютировал за «Люнгбю» в матче Кубока Дании. Он провёл за «Болдклаб» 46 матчей, в которых забил один гол.
Летом 2009 года Андреас перешёл в стан соперника, в клуб «Норшелланн», где быстро утвердился в роли игрока основы. В январе 2011 года Бьелланн отказался перейти в бельгийский «Брюгге», хотя многие думали, что он со временем перейдёт в большой иностранный клуб в ближайшем будущем.
6 ноября 2011 года было объявлено, что Андреас Бьелланн подписал четырёхлетний контракт с нидерландским «Твенте». К своей новой команде он присоединился летом 2012 года. Дебют защитника состоялся 26 июля в гостевом матче Лиги Европы против финского «Интера».

## Международная карьера
17 ноября 2010 года Бьелланн дебютировал за национальную сборную Дании в матче против Чехии (0–0), отыграв все 90 минут. Бьелланн вновь был призван в сборную Мортеном Ольсеном на отборочные матчи к Евро 2012 против Кипра и Португалии, где он отыграл в обоих матчах 7 и 11 ноября соответственно.
6 декабря 2011 года Бьелланн был вызван в тур по Таиланду в январе 2012 года.

### Международные голы
| #  | Дата             | Место              | Соперник  | Счёт | Результат | Соревнование      |
| -- | ---------------- | ------------------ | --------- | ---- | --------- | ----------------- |
| 1. | 2 июня 2012 года | Паркен, Копенгаген | Австралия | 2:0  | 2:0 Поб.  | Товарищеский матч |

## Достижения
- Чемпионат Дании:
  - Чемпион: 2011/12
- Кубок Дании:
  - Обладатель (2): 2009/10; 2010/11